# 후라노선
후라노선(일본어: 富良野線)은 홋카이도 여객철도의 철도 노선 가운데 하나이다. 홋카이도 후라노시에 위치한 후라노역과 아사히카와시에 위치한 아사히카와역을 잇는다.

## 차량

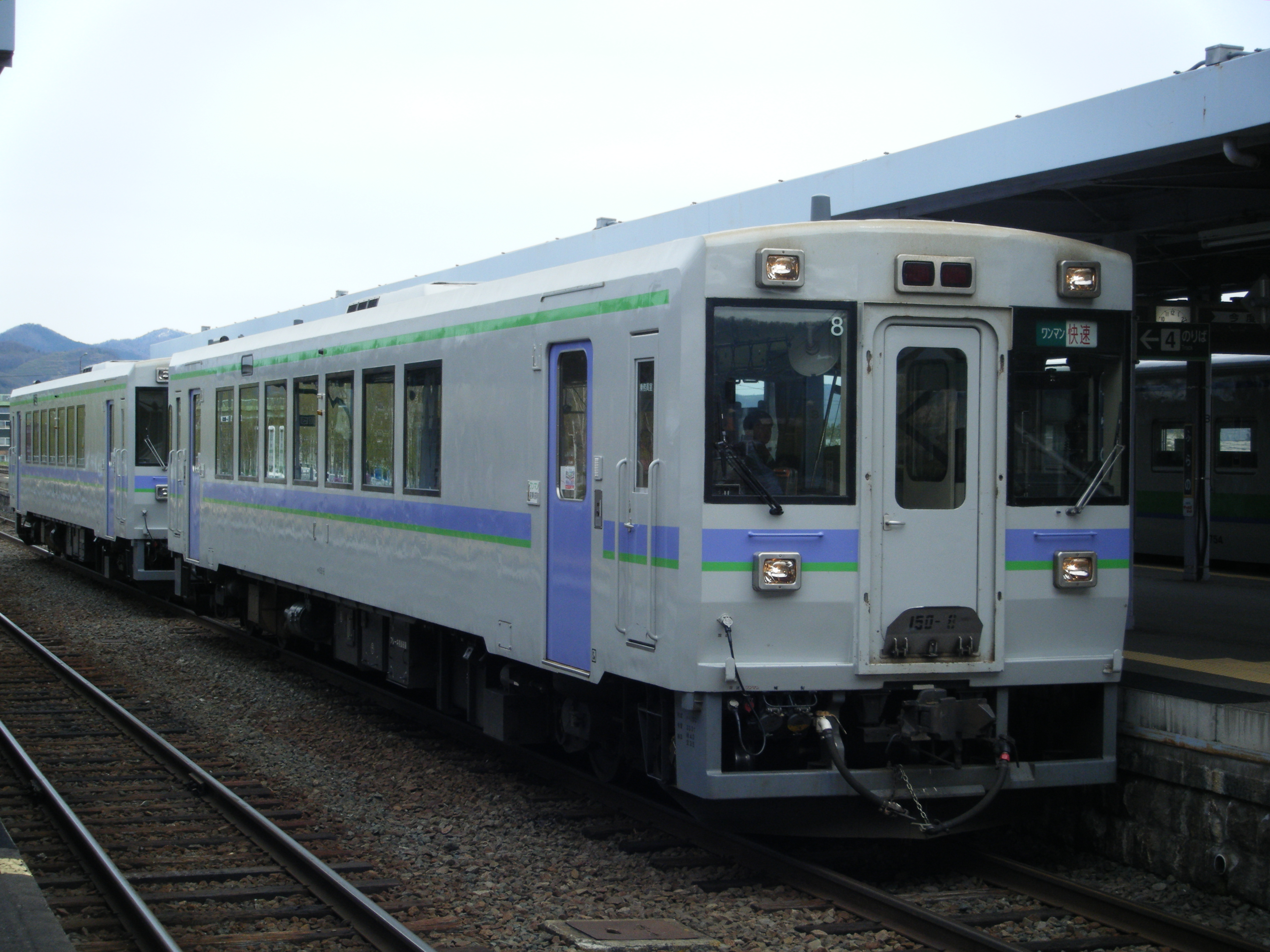
키하150형

- 키하150형

## 역 목록
| 역 번호 | 역 이름          | 일본어 이름  | 영업 거리 (km) | 접속 노선               | 소재지               | 소재지       | 소재지       |
| ------- | ---------------- | ------------ | -------------- | ----------------------- | -------------------- | ------------ | ------------ |
| A 28    | 아사히카와       | 旭川         | 0.0            | 하코다테 본선 소야 본선 | 홋카이도             | 아사히카와시 | 아사히카와시 |
| F 29    | 가구라오카       | 神楽岡       | 2.4            |                         | 홋카이도             | 아사히카와시 | 아사히카와시 |
| F 30    | 미도리가오카     | 緑が丘       | 4.0            |                         | 홋카이도             | 아사히카와시 | 아사히카와시 |
| F 31    | 니시고료         | 西御料       | 5.2            |                         | 홋카이도             | 아사히카와시 | 아사히카와시 |
| F 32    | 니시미즈호       | 西瑞穂       | 7.4            |                         | 홋카이도             | 아사히카와시 | 아사히카와시 |
| F 33    | 니시카구라       | 西神楽       | 9.9            |                         | 홋카이도             | 아사히카와시 | 아사히카와시 |
| F 34    | 니시세이와       | 西聖和       | 12.3           |                         | 홋카이도             | 아사히카와시 | 아사히카와시 |
| F 35    | 지요가오카       | 千代ヶ岡     | 16.6           |                         | 홋카이도             | 아사히카와시 | 아사히카와시 |
| F 36    | 기타비에이       | 北美瑛       | 20.3           | 가미카와 군 비에이정    | 가미카와 군 비에이정 |              |              |
| F 37    | 비에이           | 美瑛         | 23.8           | 가미카와 군 비에이정    | 가미카와 군 비에이정 |              |              |
| F 38    | 비바우시         | 美馬牛       | 30.6           | 가미카와 군 비에이정    | 가미카와 군 비에이정 |              |              |
| F 39    | 가미후라노       | 上富良野     | 39.7           | 소라치 군               | 가미후라노정         |              |              |
| F 40    | 니시나카         | 西中         | 44.2           | 소라치 군               | 나카후라노정         |              |              |
| F 41    | 라벤더 밭 (임시) | ラベンダー畑 | 45.8           | 소라치 군               | 나카후라노정         |              |              |
| F 42    | 나카후라노       | 中富良野     | 47.3           | 소라치 군               | 나카후라노정         |              |              |
| F 43    | 시카우치         | 鹿討         | 49.7           | 소라치 군               | 나카후라노정         |              |              |
| F 44    | 가쿠덴           | 学田         | 52.5           | 후라노시                | 후라노시             |              |              |
| T 30    | 후라노           | 富良野       | 54.8           | 후라노시                | 후라노시             | 네무로 본선  |              |